# James Rumbaugh
James Rumbaugh (ur. 22 sierpnia 1947 w Bethlehem, Pensylwania, USA) – amerykański naukowiec informatyk i specjalista metodologii obiektowych, najbardziej znany ze swoich prac przy tworzeniu Object Modeling Technique (OMT) i Unified Modeling Language (UML).